# Alex González Piera
Alex González Piera (Barcelona, 18 de marzo de 2000) es un futbolista profesional español que juega en el C.E. Sabadell, como delantero.

## Carrera
Gonpi se formó en las categorías inferiores del Atlètic Masnou, en 2019 fichó por la Unió Esportiva Vilassar de Mar, en 2020 por el Girona FC y en el 2021 por el UE Cornellà.

## Trayectoria
El 17 de diciembre de 2020 hizo su debut profesional entrando como suplente por Ibrahima Kebe en la segunda parte de la eliminatoria de la Copa del Rey de fútbol 2020-21 en una victoria fuera de casa por 0-2 contra la Gimnástica Segoviana.

## Clubes
| Club               | País   | Año       |
| ------------------ | ------ | --------- |
| UE Vilassar de Mar | España | 2019-2020 |
| Girona FC          | España | 2020-2021 |
| U. E. Cornellà     | España | 2021-2024 |
| C.E. Sabadell      | España | 2024-2025 |